# Oldisleben
Oldisleben est une ancienne commune allemande de l'arrondissement de Kyffhäuser, Land de Thuringe.

## Géographie
Oldisleben se situe sur le versant oriental du Hainleite, au bord de l'Unstrut.
La commune comprend le quartier de Sachsenburg, le long du barrage de Thuringe.
|               | Bad Frankenhausen Ringleben | Bretleben  |
| Bilzingsleben | Oldisleben                  | Heldrungen |
| Kannawurf     |                             | Gorsleben  |

## Histoire
Oldisleben est mentionné pour la première fois en 1089 lors de la fondation de l'abbaye par Cunégonde d'Orlamünde, l'épouse de Cunon de Beichlingen. Sachsenburg se crée et se développe en même temps en raison du contrôle des routes.
Grâce au monastère, le village devient un lieu important de marché. En 1136, la chute d'une météorite fait un lieu de pèlerinage près d'Oldisleben. En 1499, Georges de Saxe dépossède l'abbaye du village. Le monastère est détruit lors de la guerre des Paysans allemands en 1525 puis dissous en 1539 quand les habitants se sont convertis au protestantisme.
En 1554, l'accord de Nambourg prévoit qu'Auguste de Saxe lègue à la branche Ernestine Oldisleben et Sachsenburg.
La Kaliwerk Gewerkschaft Großherzog Wilhelm Ernst, mine de potasse, fonctionne de 1905 à 1922.
Avant la prise du pouvoir des nazis, le député KPD Hermann Güntherodt est assassiné par eux à Sachsenburg. La Fritz-Hankel-Straße est un hommage au président de la section locale mort à Buchenwald en 1942. Pendant la Seconde Guerre mondiale, 800 prisonniers de guerre ainsi que des hommes et femmes de différents pays sont contraints à des travaux agricoles et dans l'usine sucrière.
En 1974, Sachsenburg fusionne avec Oldisleben.

## Personnalités liées à la commune
- Erich Kober (1855-1955), acteur, réalisateur et scénariste
- Klaus Hart (né en 1949), journaliste

## Source, notes et références
- (de) Cet article est partiellement ou en totalité issu de l’article de Wikipédia en allemand intitulé « Oldisleben » (voir la liste des auteurs).